# 寿ジュン
寿 ジュン（ことぶき ジュン）は、日本の漫画家。

## 略歴
- 2012年 - 下期別冊マーガレットMANGA GP ザ☆デビューにおいて、『それは恋という名の…』が佳作＋審査員特別賞を受賞。『別冊マーガレットsister』に掲載されデビューした。

## 作品リスト
全て集英社、マーガレットコミックスから刊行されている。
- 繋-走れ! 羽鳥山高校駅伝部!（2017年8月25日発売[1][2]、『別冊マーガレットsister』2017年1月増刊号冬フェスVol.1[3] - 3月増刊号冬フェスVol.3、ISBN 978-4-08-845810-6、全1巻）
  - はじまりの一歩（『ザ マーガレット』2015年10月号）
  - 繋-kakeru-おまけ 神崎雅支の話（描きおろし）

### 単行本未収録作品
- それは恋という名の…（『別冊マーガレットsister』2013年4月増刊号、デビュー作。）
- 言葉にするという事（『ザ マーガレット』2013年6月号）
- 青春のスタートライン（『ザ マーガレット』2013年10月号）
- 杉くんが転校します。（『別冊マーガレット』2014年5月号別冊ふろく『moi!』3号）
- 発展途上カップル（『別冊マーガレット』2014年11月号別冊ふろく『moi!』9号）
- マイ シスター イズ（『ザ マーガレット』2014年12月号）
- たとえばこれが少女漫画なら[4][5]（『別冊マーガレット』2015年5月号別冊ふろく『dcolle』1号）
- 隣の席の遠い人（『別冊マーガレット』2015年6月号別冊ふろく『dcolle』2号）
- まだ私は知らないっ（『別冊マーガレットsister』2015年10月増刊号）
- 君色ホリック（『ザ マーガレット』2016年8月号）
- 合わない君との共通点（『別冊マーガレット』2016年12月号別冊ふろく『変身男子』）
- プレーン ハピネス!（『ザ マーガレット』2017年10月号）
- くもりのち咲く（『別冊マーガレット』2018年3月号別冊ふろく『別マsister spring』）
- この感情について答えなさい。（『別冊マーガレット』2018年8月号別冊ふろく『別マ カラーイラストグランプリ特集』）
- 目先のアイディール（『ザ マーガレット』2019年6月号）